# Ssireum
Ssireum (également appelé Sirum ou Ssirûm, en coréen: 씨름) est un sport coréen traditionnel d'origine très ancienne. Cette forme de lutte coréenne est décrite dans des peintures murales trouvées dans les tombes royales des souverains de l'empire de Koguryŏ (-37 – 668) .
Des tournois de Ssireum sont organisés partout dans le pays en été ainsi qu'en automne pour permettre aux lutteurs de montrer leur puissance physique. Dans le passé, le vainqueur du tournoi (appelé jangsa(장사, 壯士), littéralement "l'homme fort") recevait un bœuf comme premier prix.
Le Ssireum symbolise l'esprit national du peuple coréen sous la forme d'un duel de force physique et de technique entre deux opposants en contact direct l'un avec l'autre. Cette forme de lutte particulière est très spécifique à la Corée, bien qu'elle puisse se rapprocher du bökh mongol, ou des plus tardifs sumo pratiqué au XIIIe siècle au Japon, Buku mandchou (à partir du XVIIe siècle), ou, plus proche de nous, la lutte suisse ou la lutte à la ceinture bretonne.
Le 26 novembre 2018, la lutte coréenne traditionnelle (Ssirum/Ssireum) est inscrite sur la liste représentative du patrimoine culturel immatériel de l'humanité de l’Unesco.

## Description

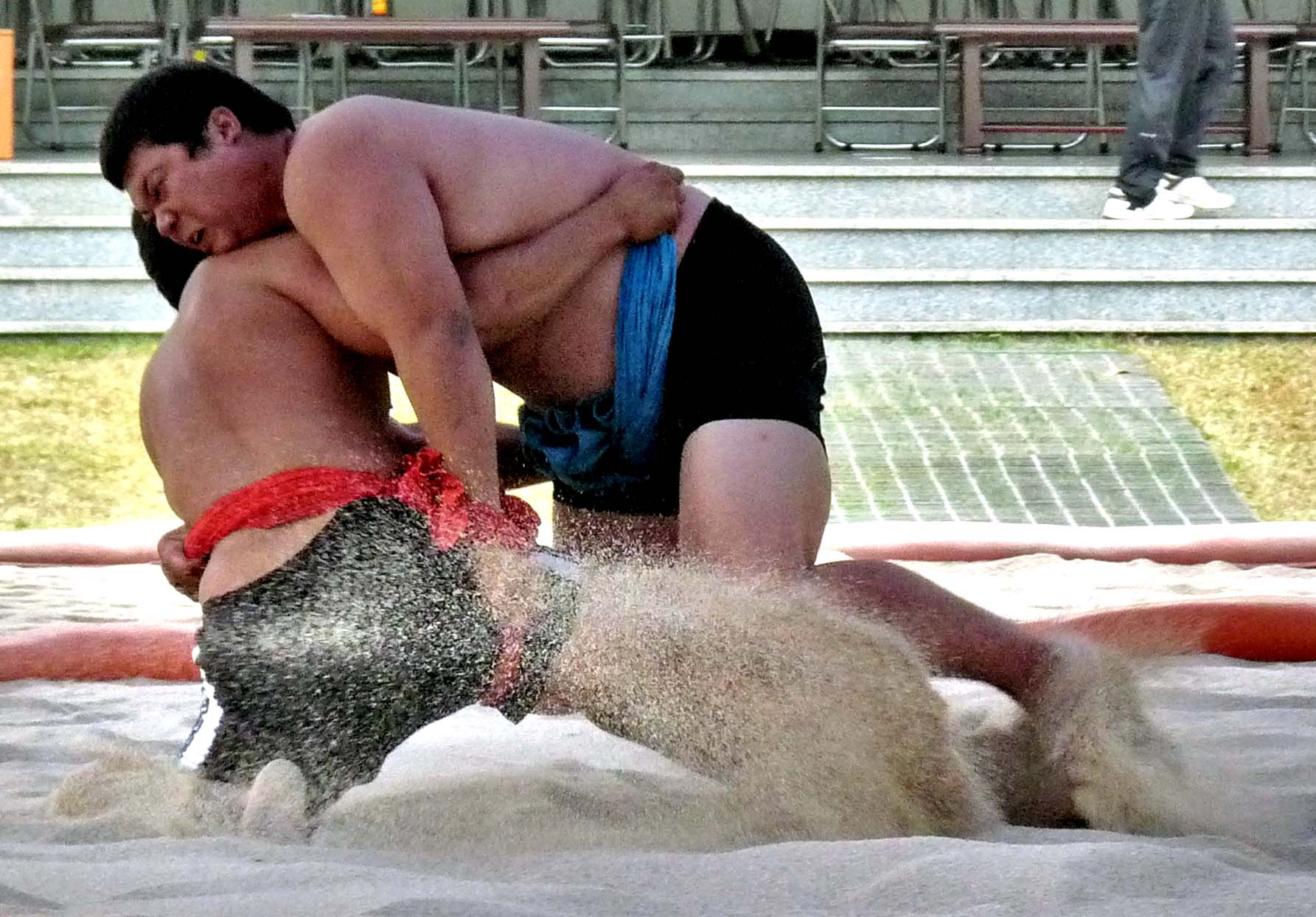
Un match du Ssireum moderne.

Le Ssireum se pratique dans un cercle couvert de sable fin. Les deux compétiteurs (pouvant faire de 1,80 à 2 m et de 100 à 150 kilos) portent chacun une ceinture appelée satba (샅바) qui est nouée autour de la cuisse. Les lutteurs saisissent la ceinture de l'adversaire pour le déséquilibrer et le faire tomber. Le match se termine lorsque l'un des deux adversaire touche le sable avec n'importe quelle partie de son corps autre que les pieds. À la différence du Sumo, le fait de sortir du cercle n'est pas une défaite mais provoque simplement l'interruption du combat et sa reprise. Dans la plupart des cas, les matchs se jouent selon le système du best-of-three.
Il existe trois classes de poids dans la ligue professionnelle :
- super-légers (Han La(한라, 漢拏), le nom du mont Halla à l'île de Jeju)
- légers (Baek Du(백두, 白頭), le nom du Mont Paektu)
- ouvert (Cheon Ha(천하, 天下), traduit littéralement au-dessous du ciel ou plutôt au monde entier)

Traditionnellement, le Ssireum était pratiqué avec un pantalon standard dont la partie supérieure était roulée sur elle-même pour permettre de la saisir. L'utilisation du satba a été établie lors de la codification de ce sport au milieu du XXe siècle. Certains mouvements tentent de rétablir l'utilisation du pantalon principalement pour maintenir les racines culturelles et traditionnelles.
Les luttes peuvent sembler lentes à la première vue, mais en réalité elles sont très dynamiques ; elles attirent de nombreux spectateurs grâce à la rapidité surprenante avec laquelle un lutteur met son adversaire sens dessus dessous et s'assure ainsi la victoire.